# 10447 Bloembergen
A 10447 Bloembergen (ideiglenes jelöléssel 3357 T-3) a Naprendszer kisbolygóövében található aszteroida. Cornelis Johannes van Houten,  Ingrid van Houten-Groeneveld és Tom Gehrels fedezte fel 1977. október 16-án.